# Altgemeinde
Im 11. Jahrhundert begannen sich mit dem Entstehen von Rodungsflächen Dorffluren mit Hufen zu bilden. Die Gesamtheit der, bald alteingesessenen, landbesitzenden Hufner bildete die sogenannte Altgemeinde des Dorfes. In neuerer Zeit wurden auch Gärtner Teil der Altgemeinde, nicht jedoch Häusler. Der Altgemeinde stand ein Dorfrichter vor. Vielfach war das Richteramt erblich an einen Hof gebunden (Erbgericht, Erblehngericht) oder der Richter wurde vom Grundherren eingesetzt (Setzrichter, man spricht auch vom walzenden Gericht).
Der Dorfrichter war Mittler zwischen dem Grundherrn und der Gemeinde. Er sorgte für die an den Grundherren zu zahlenden Abgaben, Zinsen sowie Frondienste und besaß eine gewisse Strafgewalt, die Niedere Gerichtsbarkeit, um die dörfliche Ordnung aufrechtzuerhalten.
An des Richters Seite standen Schöppen, Vertreter der Gemeinde der Bauern.
Die Verhältnisse, Rechte und Pflichten der Altgemeinde waren in den von den Grundherren bestätigten Dorfrügen (auch Rügen oder Gemeinderügen) geregelt. Diese auf die besonderen Verhältnisse des Dorfes zugeschnittenen Dorfordnungen wurden ursprünglich mündlich überliefert und seit dem 15. Jahrhundert schriftlich festgehalten. Die Dorfrügen wurden auf den jährlichen Gerichtstagen, zu denen nach festgelegtem Ritual zusammengerufen wurde (in Sachsen: Botschen), öffentlich vorgelesen und bis ins 19. Jahrhundert immer wieder den veränderten Bedingungen angepasst.
Die verschiedenen, im 19. Jahrhundert erlassenen Gemeinde- und Städteordnungen schafften dann die Vorrechte der Altgemeinde ab, wobei der Landbesitz aber erhalten blieb.
Da der Besitzer des örtlichen Brauschenkgutes oft auch zum Dorfrichter ernannt wurde, haben sich bis heute eine Vielzahl von Gaststätten mit Namen wie „Erbgericht“ oder „Erblehngericht“ erhalten.